# Flachau (Gemeinde Zwettl-Niederösterreich)
Flachau ist eine ehemalige Ortschaft in Niederösterreich und eine Katastralgemeinde der Stadtgemeinde Zwettl-Niederösterreich.

## Geographie
Das frühere Ortsgebiet liegt in einer Entfernung von etwa elf Kilometern Luftlinie östlich des Stadtzentrums von Zwettl. Heute ist Flachau unbewohnt. Das noch als solches bestehende Katastralgebiet hat eine Fläche von 6,86 km² und grenzt im Norden an den Truppenübungsplatz Allentsteig und im Süden an den Stausee Ottenstein.

## Geschichte
Flachau lag an der Straße von Döllersheim nach Friedersbach, an deren Kampquerung die Bruggmühle lag.
Flachau wurde 1280 (nach anderen Quellen: 1177) erstmals urkundlich erwähnt. Die aus dem Jahr 1280 überlieferte Namensform Flachaowe ist slawischen Ursprungs und bedeutet so viel wie ‚Siedlung eines Mannes mit dem Namen Vlachov‘ (gehört also indirekt zu den Walch-Orten). Zwischen 1283 und 1294 besaß das Stift Heiligenkreuz bei Flachau Güter.
Der auf Schloss Waldreichs ansässige Eustach Stodoligk ließ 1534 den Flachauer Teich anlegen.
Der Ort wurde im Dreißigjährigen Krieg stark in Mitleidenschaft gezogen, und viele Gehöfte verödeten. 17 Jahre nach dem Westfälischen Frieden, im Jahr 1665, lebten in Flachau wieder 81 Einwohner.
Die Pfarre Döllersheim führte ab 1652 die Kirchenbücher für Geburten und ab 1654 auch jene für Trauungen und Todesfälle für Flachau. Mit der Aufhebung der Pfarre Döllersheim wurden diese der Pfarre Rastenfeld zur Aufbewahrung übergeben.
Am 26. Mai 1933 wurde in Flachau ein Stützpunkt der NSDAP gegründet. Laut Adressbuch von Österreich waren im Jahr 1938 in Flachau ein Schweinehändler, ein Viktualienhändler und mehrere Landwirte ansässig.

### Zwangsaussiedlung
Nach dem Anschluss 1938 wurde für das Gebiet der ehemaligen Gemeinde Döllersheim, zu der auch Flachau gehörte, die Zwangsenteignung zur Errichtung des Truppenübungsplatzes Döllersheim angeordnet. Zusammen mit den umliegenden Weilern und Einzelgehöften Bruggmühle, Steinmühle, Kernhäuser und Reithof bestand der Ort damals aus 49 Häusern. Im Gegensatz zu den meisten anderen Ortschaften auf dem Gebiet des Truppenübungsplatzes wurde Flachau jedoch während des Zweiten Weltkrieges noch nicht vollständig entsiedelt. Ab 1940 war Flachau vor allem von sogenannten Zweitsiedlern bewohnt, also von Zwangsausgesiedelten, die sich mit ihrer Ablösesumme keine neue Existenz aufbauen konnten. Dazu kamen nach Kriegsende unter anderem aus der Tschechoslowakei vertriebene Sudetendeutsche. Ende der 1950er Jahre entschied die österreichische Bundesregierung endgültig gegen eine Wiederbesiedlung des Truppenübungsplatzes und sprach die Ländereien der heutigen Katastralgemeinde Flachau der Windhagschen Stipendienstiftung zu, welche alle Gebäude mit Ausnahme eines Hauses abreißen ließ, um eine forstwirtschaftliche Nutzung zu ermöglichen. Die letzte Bewohnerin, Johanna Müller, verließ Flachau im Jahr 1970.
Das einzige noch erhaltene Gebäude des Dorfes, das Haus Nr. 19, wurde zum Forsthaus ausgebaut. Zwei ehemalige Mühlen, die Bruggmühle und die Steinmühle, liegen heute am Grund des Ottensteiner Stausees.

## Die Flachauer Madonna
Die Flachauer Madonna, das Werk eines unbekannten Künstlers, wurde während des Zweiten Weltkrieges aus der Ortskapelle geborgen und dem Niederösterreichischen Landesmuseum übergeben. Bei der Restaurierung kam im Inneren der 169 cm hohen Plastik unter anderem eine Pergamenturkunde mit lateinischem Text zum Vorschein, aus der hervorgeht, dass die Statue im Juni 1500 im Auftrag von Wolfgang Örtl (1495 bis 1508 Abt des Zisterzienserstifts Zwettl) angefertigt wurde. Die Madonna befindet sich heute im Besitz des Museum Niederösterreich in St. Pölten.